# Léto je na hovno
Léto je na hovno (v anglickém originále Summer Sucks) je osmý díl druhé řady amerického komediálního animovaného televizního seriálu Městečko South Park.

## Děj
Začínají letní prázdniny a starostka potřebuje pyrotechniku na oslavu 4. července. Ve státě Colorado je však zakázána. Starostka přichází s alternativním řešením, kterým je obří zapalovací had, který je tak velký, že aby vyrostl, bude potřebovat 57 plamenometů. Jimbovi s Nedem se nelíbí nový zákaz a jedou do Mexika nakoupit na 4. červenec rachejtle. Město 4. července slavnostně zapálí hada a ten se ohromnou rychlostí začne šířit městem a následně i celou Severní Amerikou. Mezitím pan Garrison hledá pana Klobouka a zkouší bez něj žít. Jimbo s Nedem jsou chyceni na mexicko-texaských hranicích a jsou odvedeni do vězení. Vězení zbortí rozšiřující se had a Jimbo s Nedem z něj utečou a přivezou do South Parku tichuanské bojové rakety. Tyto rakety dá Stanovi a Kyleovi, kteří je vypálí na hada, čímž ho přetrhnou, a zastaví mu tak růst. Garrison opouští pana klobouka a nahradí ho panem Větvičkou.